# Блом, Фреди
Фреди Блом (англ. Fredie Blom; 8 мая 1904 года — 22 августа 2020 года) — африканский неверифицированный долгожитель из ЮАР. Если верить документам, он был одним из старейших мужчин за всю историю наблюдений.

## Биография
Блом родился 8 мая 1904 года в деревне Аделаида в Капской колонии Британской империи (ныне в Восточно-Капской провинции ЮАР) недалеко от горы Грейт-Винтерберг. Был неграмотным и никогда не ходил в школу в детстве. В подростковом возрасте он похоронил всех членов своей семьи — все они в 1918 году стали жертвами «испанки». Он пережил Первую мировую войну и Вторую мировую войну, а также апартеид.
Большую часть своей жизни он проработал разнорабочим в строительной сфере. Сначала он работал сельскохозяйственным рабочим в Кейптауне, а затем перешёл в строительную сферу. В интервью BBC в 2018 году он сказал, что не имеет какого-то специального рецепта, чтобы жить долго.
Ему был выдан документ, удостоверяющий личность правительства Южной Африки, в котором дата его рождения указана как 8 мая 1904 года. Книга рекордов Гиннеса официально не подтвердила его возраст. 
Незадолго до своей смерти Блом заявил, что не боится коронавируса. Блом умер в больнице Тайгерберг 22 августа 2020 года.